# アレックス・ウィルソン (スイスの陸上選手)
アレックス・ウィルソン（Alex Wilson、1990年9月19日 ‐ ）は、ジャマイカ・キングストン出身でスイス国籍の陸上競技選手。専門は短距離走。100mで10秒08、200mで19秒98の自己ベストを持つ、両種目のスイス記録保持者。スイスには2004年から住み、2010年に市民権を得た。

## 経歴
2004年にジャマイカからスイスに移住。
2010年5月30日にスイスの市民権を得て、同年6月18日からスイス代表として競技することが可能となった。
2011年5月28日のAtletiCAGenève男子200mで20秒51（-0.8）の自己ベスト（当時）をマークし、1995年にKevin Widmerがマークしたスイス記録（当時20秒41）に0秒10差と迫った。
2013年7月6日のMeeting de la Gruyère男子100mで10秒12（+1.8）のスイス記録（当時）を樹立し、1995年にDavid Dolleがマークした10秒16を塗り替えた。
2014年8月のヨーロッパ選手権男子4×100mリレーでアンカーを務めると、予選を38秒54のスイス記録で突破。決勝でも予選のタイムに迫る38秒56をマークしたが、3位のフランスと0秒09差の4位で惜しくもメダルは逃した。
2017年5月27日のKurpfalz Gala男子100mで自身の持つスイス記録を4年ぶりに更新する10秒11（+0.7）をマーク。男子200mでもスイス記録を22年ぶりに更新する20秒37（+1.5）をマークした。
2021年7月18日、アメリカのマリエッタで行われた大会の100mでヨーロッパ記録を上回る9秒84(+1.9)、200mでは自己ベストを上回る19秒89(+1.8)をマークしたが、機器に不具合があったとして公認されなかった。

## 自己ベスト
記録欄の（　）内の数字は風速（m/s）で、+は追い風、-は向かい風を意味する。
| 種目 | 記録          | 年月日        | 場所                   | 備考       |
| 屋外 | 屋外          | 屋外          | 屋外                   | 屋外       |
| ---- | ------------- | ------------- | ---------------------- | ---------- |
| 100m | 10秒08 (+0.1) | 2019年6月30日 | ラ・ショー・ド・フォン | スイス記録 |
| 200m | 19秒98 (+1.5) | 2019年6月30日 | ラ・ショー・ド・フォン | スイス記録 |
| 300m | 32秒83        | 2014年5月1日  | バーゼル               |            |
| 室内 |               |               |                        |            |
| 60m  | 6秒72         | 2015年1月24日 | マックリンゲン         |            |
| 200m | 21秒19        | 2015年2月7日  | カールスルーエ         |            |

## 主要大会成績
備考欄の記録は当時のもの
| 年   | 大会                     | 場所           | 種目    | 結果         | 記録          | 備考                   |
| ---- | ------------------------ | -------------- | ------- | ------------ | ------------- | ---------------------- |
| 2010 | ヨーロッパ選手権         | バルセロナ     | 200m    | 予選2組8着   | 21秒40 (0.0)  |                        |
| 2011 | ヨーロッパU23選手権 (en) | オストラヴァ   | 200m    | 7位          | 21秒07 (-1.4) |                        |
| 2011 | 世界選手権               | 大邱           | 200m    | 予選4組6着   | 21秒25 (-1.1) |                        |
| 2011 | 世界選手権               | 大邱           | 4x100mR | 予選途中棄権 | DNF (3走)     |                        |
| 2012 | ヨーロッパ選手権         | ヘルシンキ     | 200m    | 準決勝3組3着 | 20秒87 (-1.7) |                        |
| 2012 | ヨーロッパ選手権         | ヘルシンキ     | 4x100mR | 5位          | 38秒83 (1走)  |                        |
| 2012 | オリンピック             | ロンドン       | 200m    | 準決勝2組7着 | 20秒85 (-0.6) |                        |
| 2013 | 世界選手権               | モスクワ       | 200m    | 予選7組5着   | 21秒11 (+0.2) |                        |
| 2014 | ヨーロッパ選手権         | チューリッヒ   | 200m    | 準決勝1組6着 | 20秒76 (-0.4) |                        |
| 2014 | ヨーロッパ選手権         | チューリッヒ   | 4x100mR | 4位          | 38秒56 (4走)  | 予選38秒54：スイス記録 |
| 2016 | ヨーロッパ選手権         | アムステルダム | 100m    | 準決勝3組6着 | 10秒34 (-0.4) |                        |
| 2016 | ヨーロッパ選手権         | アムステルダム | 200m    | 7位          | 20秒70 (-0.9) |                        |
| 2016 | ヨーロッパ選手権         | アムステルダム | 4x100mR | 7位          | 39秒11 (4走)  |                        |
| 2017 | 世界選手権               | ロンドン       | 100m    | 準決勝2組8着 | 10秒30 (-0.2) |                        |
| 2017 | 世界選手権               | ロンドン       | 200m    | 準決勝2組8着 | 21秒22 (-0.3) |                        |
| 2018 | ヨーロッパ選手権         | ベルリン       | 100m    | 準決勝3組3着 | 10秒22 (+0.2) |                        |
| 2018 | ヨーロッパ選手権         | ベルリン       | 200m    | 3位          | 20秒04        | スイス記録             |
| 2018 | ヨーロッパ選手権         | ベルリン       | 4x100mR | 予選2組5着   | 39秒13        |                        |